# Frontières du Nigeria

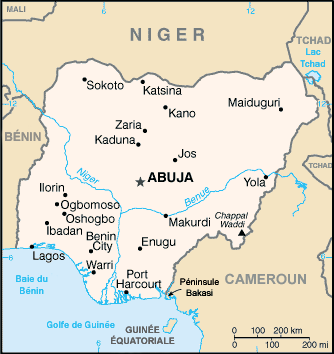
Carte du Nigeria, mettant en évidence ses frontières terrestres avec les pays voisins.

Cet article recense les frontières du Nigeria.

## Liste

### Frontières terrestres
Le Nigeria partage des frontières terrestres avec 4 pays voisins, pour un total de 4 047 km :
- à l'ouest, la frontière avec le Bénin s'étend sur 773 km ;
- au nord, le Niger est frontalier du Nigeria sur 1 497 km ;
- au nord-est, le Nigeria et le Tchad partagent une petite frontière dans le lit du lac Tchad, sur 87 km ;
- à l'est, le Nigeria est bordé par le Cameroun sur 1 690 km.

### Frontières maritimes
Le Nigeria possédant une façade maritime au sud du pays, sur le golfe du Bénin, le pays possède une délimitation maritime avec 4 pays limitrophes :
- le Bénin, continuation de la frontière terrestre à l'ouest du pays, régie par un traité de 2006 ;
- le Cameroun, continuation de la frontière terreste à l'est ; cette délimitation a fait l'objet d'une décision de la Cour internationale de justice en 1998[1]
- la Guinée équatoriale, régie par un traité (en) signé en 2000[2] ;
- Sao Tomé-et-Principe, régie par un traité signé en 2001[3]. Cette frontière s'inscrit dans le cadre d'une zone de coopération plus large (en).

### Récapitulatif
Le tableau suivant récapitule l'ensemble des frontières du Nigeria :
| Pays                 | Frontière terrestre (km) | Frontière maritime (km) |
| -------------------- | ------------------------ | ----------------------- |
| Bénin                | 773                      | à préciser              |
| Cameroun             | 1 690                    | à préciser              |
| Guinée équatoriale   | 0                        | à préciser              |
| Niger                | 1 497                    | 0                       |
| Sao Tomé-et-Principe | 0                        | à préciser              |
| Tchad                | 87                       | 0                       |
| Total                | 4 047                    | à préciser              |